# Holomíctico

Vista del lago Bled

Holomíctico es una calificación que se aplica a los lagos que tienen la característica que las aguas se mezclan completamente al menos una vez al año; a diferencia de un lago meromíctico en el cual la capa profunda (hipolimnion) nunca se mezcla con la capa superficial (epilimnion).
En general, la mayor parte de los lagos mundiales son holomícticos.